# Aaron Stanford
Aaron Stanford (Westford, Massachusetts, 27 de diciembre de 1976) es un actor estadounidense conocido por su participación en la segunda y tercera entrega de la trilogía X-Men, por protagonizar la serie 12 Monos y por participar en la cuarta temporada de Fear the Walking Dead interpretando a Jim «Jimbo» Brauer.

## Carrera
Aaron Stanford obtuvo su primer papel en la película Tadpole (2002), donde interpretaba a un adolescente con cierta afición por mujeres maduras. Este papel le supuso la aprobación de la crítica y que el director de cine Bryan Singer se fijara en él para el papel de Pyro en X-Men 2 (2003), la segunda entrega de la saga X-Men. Aaron repitió papel en X-Men: The Last Stand (2006) bajo la dirección de Brett Ratner.
Su carrera ha evolucionado más cercana al cine independiente americano, como es el caso de The Cake Eaters (2007) donde comparte cartel con Kristen Stewart. Aun así también ha participado en alguna película comercial como The Hills Have Eyes (2006).

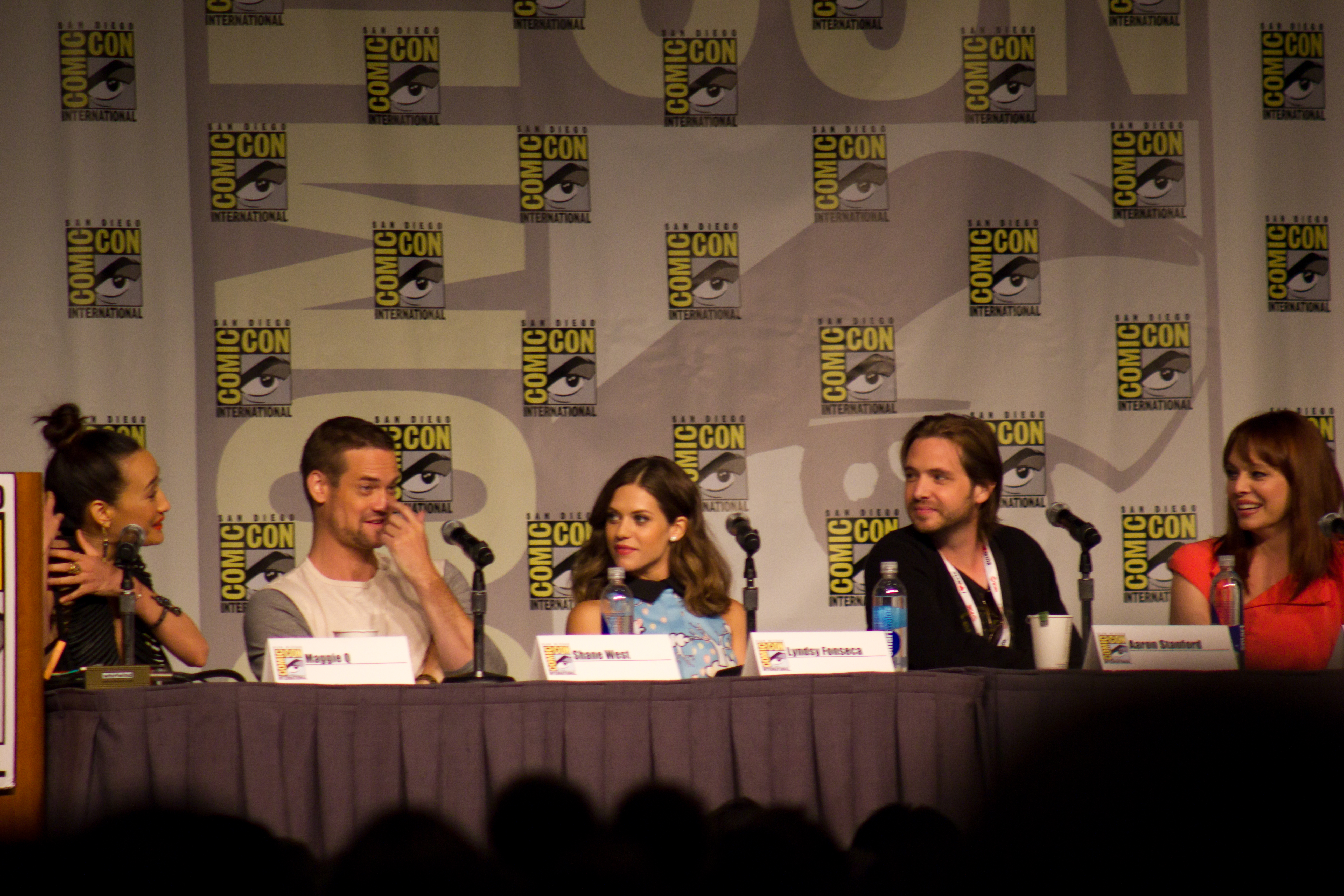
Aaron Stanford junto al elenco de Nikita.

En 2010 consiguió el papel del informático Birkhoff en la serie de la CW, Nikita, aunque este no fue su primer papel en una serie de televisión. En 2007 protagonizó junto a Logan Marshall-Green y Matthew Bomer una serie de conspiración y espionaje llamada Traveler que fue cancelada en el octavo episodio de la primera temporada, además de aparecer en episodios sueltos de series como Numb3rs, Law & Order: Criminal Intent y Mad Men.
Después de que Nikita fuera cancelada en 2013 con una cuarta temporada de seis episodios, Aaron logró su primer papel de protagonista absoluto en una serie de televisión al ser seleccionado para el episodio piloto de la nueva serie del canal SyFy basada en la película Doce monos (1995).

## Filmografía
| Año       | Película                     | Personaje                 | Notas                                     | Director               |
| --------- | ---------------------------- | ------------------------- | ----------------------------------------- | ---------------------- |
| 2000      | Tadpole                      | Oscar Brubman             |                                           | Gary Winick            |
| 2001-2002 | Third Watch                  | Sergei                    | Serie, 5 episodios                        | Varios                 |
| 2002      | Hollywood Ending             | Actor                     |                                           | Woody Allen            |
| 2002      | 25th Hour                    | Marcuse                   |                                           | Spike Lee              |
| 2003      | X-Men 2                      | Pyro                      |                                           | Bryan Singer           |
| 2003      | Rick                         | Duke                      |                                           | Curtiss Clayton        |
| 2004      | Winter Solstice              | Gabe Winters              |                                           | Josh Sternfeld         |
| 2004      | Spartan                      | Michael Blake             |                                           | David Mamet            |
| 2005      | Breaking Vegas               | Narrador                  | Documental                                | Bruce David Klein      |
| 2005      | Runaway                      | Michael Adler             |                                           | Tim McCann             |
| 2005      | Standing Still               | Rich                      |                                           | Matthew Cole Weiss     |
| 2006      | The Hills Have Eyes          | Doug Bukowski             |                                           | Alexandre Aja          |
| 2006      | X-Men: The Last Stand        | Pyro                      |                                           | Brett Ratner           |
| 2006      | Live Free or Die             | John 'Rugged' Rudgate     |                                           | Gregg Kavet Andy Robin |
| 2007      | Flakes                       | Neal Downs                |                                           | Michael Lehmann        |
| 2007      | The Cake Eaters              | Dwight 'Beagle' Kimbrough |                                           | Mary Stuart Masterson  |
| 2007      | Traveler                     | Will Traveler             | Serie, 8 episodios                        | Varios                 |
| 2007      | Numb3rs                      | Brett Chandler            | Serie. Episodio Hollywood Homicide (4x02) | Alex Zakrzewski        |
| 2008      | Call of Duty: World at War   | Polonski                  | Voz, videojuego                           | Margaret Tang          |
| 2009      | Fear Itself                  | Stephen                   | Serie. Episodio Echoes (1x12)             | Rupert Wainwright      |
| 2009      | How I Got Lost               | Andrew Peterson           |                                           | Joe Leonard            |
| 2009      | Holy Money                   | Anthony Tregony           |                                           | Maxime Alexandre       |
| 2009      | Law & Order: Criminal Intent | Josh Snow                 | Serie. Episodio All In (8x13)             | David Manson           |
| 2009      | Mad Men                      | Horace Cook, Jr.          | Serie. Episodio The Arrangements (3x04)   | Michael Uppendahl      |
| 2010-2013 | Nikita                       | Seymour Birkhoff          | Serie. 67 episodios                       | Varios                 |
| 2015      | 12 monos                     | James Cole                | Serie. Personaje principal                |                        |
| 2018      | Fear the Walking Dead        | Jim Brauer                | Serie. Personaje secundario               |                        |
| 2023      | Finestkind                   | Skeemo                    |                                           |                        |
| 2024      | Deadpool & Wolverine         | Pyro                      | Personaje secundario                      | Shawn Levy             |